# Transzszubsztanciáció
A transzszubsztanciáció (transsubstantiatio) latin eredetű katolikus teológiai szakkifejezés, jelentése átlényegülés. A kenyér (ostya) egész lényege, szubsztanciája, Krisztus testévé, Krisztus testének szubsztanciájává, illetve a bor egész szubsztanciája Krisztus vérévé, Krisztus vérének szubsztanciájává változik, lényegül át.
Ez az átváltozás az eucharisztikus imádságban (prex Eucharistica), a szentmise kánonjában történik meg Krisztus hatékony szavára és a Szentlélek tevékenysége révén. A kenyér és a bor érzékelhető sajátossága, színe az Eucharisztiában változatlanul megmarad.

## Története
Magának a természetfölötti változásnak a ténye mindig benne volt az egyház meggyőződésében, hiszen csak így lehetett igaznak tartani Krisztusnak az utolsó vacsorán a kenyérre és a borra tett kijelentését. Ezzel együtt megállapítandó az is, hogy az Egyház mindig vallotta Krisztus valóságos jelenlétét a kenyér és a bor színe alatt, s a teológiai reflexió is hamar jelentkezett.
Már Szent Jusztinosz úgy tekinti az Eucharisztiát, mint szentségi megtestesülést, mint Jézus testben való küldetésének folytatását szentségi formában.
Szent Ireneus után az alexandriai iskola úgy gondolta, hogy amint a Logosz saját létrendjébe fölvette az emberi természetet, ugyanígy tesz a kenyérrel és a borral. Ez tulajdonképpen azt jelenti, hogy a kenyér színe alatt jelenlevő test azonos a történeti, illetve föltámadt testtel. Az azonosságot a kenyér és a bor átváltozása (metabolé) magyarázza.
Ehhez hasonlóan a reális változást és jelenlétet a latin atyák közül leginkább Szent Ambrus vallotta.
Hippói Szent Ágoston is vallotta a jelenlétet, de magyarázatában inkább a jelkép felé fordult: a kenyér és a bor jelképezi a természetfölötti titkot, és valamiképpen jelenvalóvá is teszi. Az átváltozásra azonban nem adott további magyarázatot.
A 11. században Tours-i Berengar a puszta szimbolizmust képviselte, vagyis azt, hogy a kenyér és a bor csak jelképezi Krisztus testét és vérét. Ezzel szemben a hagyomány képviselői hangsúlyozták a reális jelenlétet.
1059-ben a lateráni tartományi zsinat kimondta, hogy „a pap keze és a hívő foga Krisztus testét érinti”.
A két véglet között közvetítést Lanfranc és Guitmund nézetei jelentettek, akik mind a kenyérben, mind Krisztus testében megkülönböztették a lényeget és a járulékot. A kenyér lényege átváltozik Krisztus testének lényegévé, de a külső jegyek (species) megmaradnak. Ezt nevezték szubsztanciális változásnak. Ezzel a transzszubsztanciáció tana lényegében megfogalmazódott.a 11. század második felében, bár az impanatio, consubstantiatio elképzelése is feltűnik. A hivatalos egyházi szövegbe a transzszubsztanciáció szó először a IV. lateráni zsinaton került bele (D 430). Aquinói Szent Tamás is ezt fejtette ki.
Később egyesek, mint Ockham, újra kétségbe vonták a transzszubsztanciációt és tanították a kenyér és a bor megmaradását is Krisztus testének és vérének jelenléte mellett. A protestáns teológusok is lényegileg erre az álláspontra helyezkedtek.

## A transzszubsztanciáció tana az egyes keresztény egyházakban

### Katolicizmus

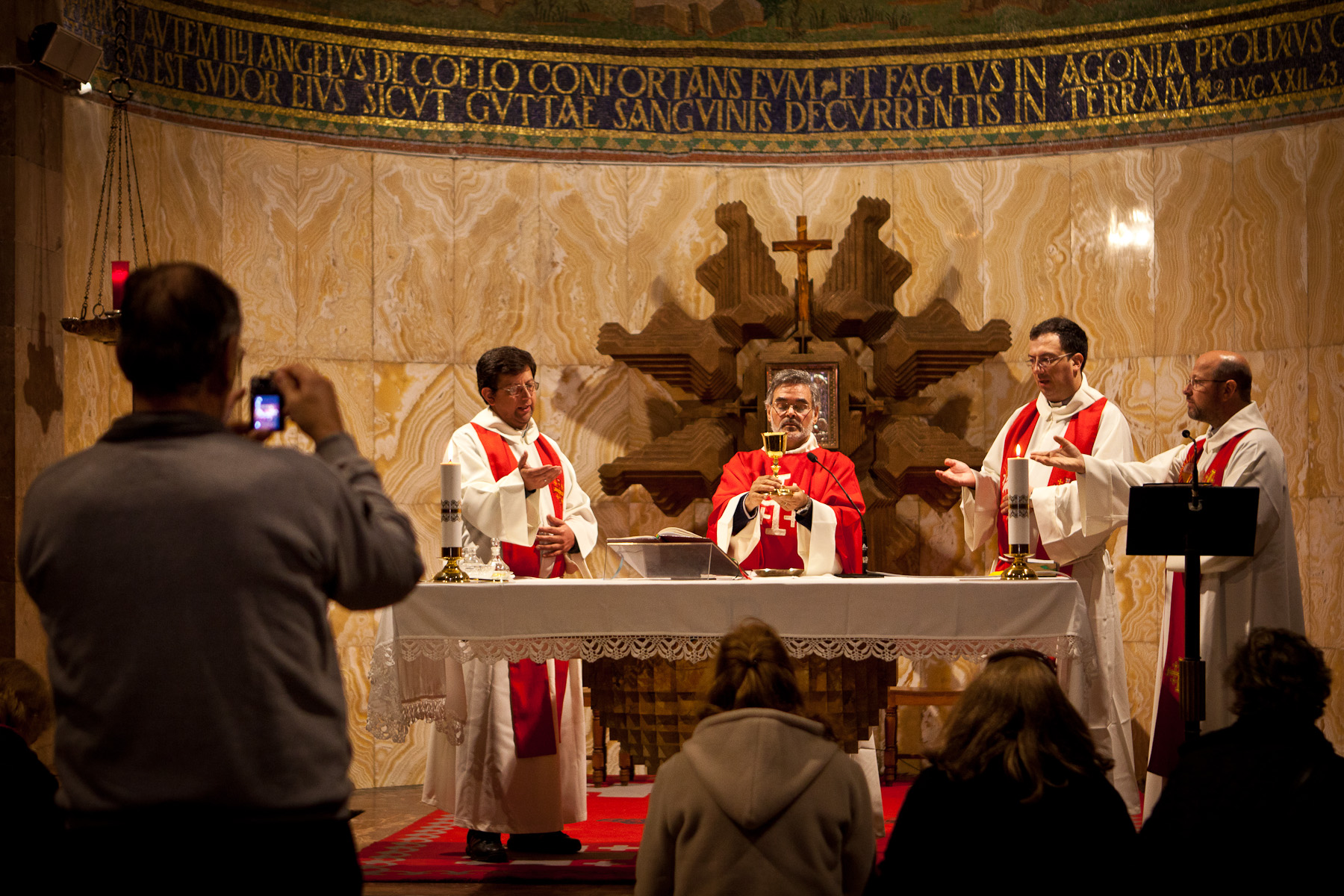

A tridenti zsinat dogmaként mondta ki, hogy Krisztus szava csak akkor igaz, ha a kenyér és a bor valóban átváltozik, és ennek a változásnak a jelölésére alkalmasnak ítélte a transzszubsztanciáció szót (D 884).
A hagyományos teológia sokat foglalkozott a transzszubsztanciáció filozófiai kérdéseivel és a természetbölcselet fogalmai nagy szerepet kaptak a magyarázatban. Napjainkban azonban a katolikus teológia egyre jobban visszatér a misztériumhoz. Ami az Eucharisztiában végbemegy, az természetfölötti és szentségi folyamat, azért filozófiai fogalmakkal kimerítően nem írható le.
A transzszubsztanciáció természetfölötti jelenség, de nem érzékelhető csoda. A mai teológia a valóságos jelenlét mellett rámutat a szentségi szimbolizmusra is. A szentségek jelképezik és megvalósítják a kegyelmi tartalmat. Az Eucharisztiánál a jelkép elsősorban az áldozatra (a test és a vér különválasztása a kenyér és a bor színe alatt), továbbá a táplálékra mutat rá. Ezért a valóságos jelenlétet is innen kell megközelíteni: Krisztus a transzszubsztanciációval is végeredményben Egyházában való jelenlétét biztosította és fejezte ki.

### Ortodoxia
Az ortodox egyház vallja, hogy az áldozati kenyér Krisztus Teste, a bor Krisztus Vére, de arra a kérdésre, hogy a Szent Adományok mikor lényegülnek át Krisztus testévé és vérévé nem akar választ adni, mert a misztériumhoz ragaszkodik.
Aranyszájú Szent Jánossal vallják, hogy az Eucharisztia olyan parázs, amelynek tüze alakítja a benne részesülőket (Iz 6,6).

### Protestantizmus
A reformáció során a reformátorok elvetették a Krisztus jelenvalóságáról szóló tanokat.
A lutheránusok szerint a kenyér és bor megmarad kenyérnek és bornak, de Krisztus teste és vére egyesül a kenyérrel és a borral mint látható jelekkel.